# NGC 4015-1
NGC 4015-1 is een spiraalvormig sterrenstelsel in het sterrenbeeld Hoofdhaar. Het en werd op 26 april 1878 ontdekt door de Deens-Ierse astronoom Johan Dreyer.

## Synoniemen
- UGC 6965
- MCG 4-28-109
- ZWG 127.122
- KCPG 314A
- Arp 138
- VV 216
- PGC 37702